# Марта Мірська
Марта Мірська (уроджена Аліція Новак (12 лютого 1920 або 12 лютого 1918 , Варшава  — 15 листопада 1991 , Варшава ) — польська співачка (альт), яка виступала на сцені з 1940 до середини 1960-х років. Популярність розпочалася безпосередньо перед Другою світовою війною та досягла піку в 1950-х роках із записами на лейблах Mewa з Познані, а потім на лейблах Polskie Nagrania. Найвідомішою піснею була Pierwszy siwy włos (Перше сиве волосся), ностальгічне танго, написане Казімежом Вінклером та Генріком Губертусом Яблонським, спочатку для співака Мечислава Фогга .

## Кар'єра
Ще перебуваючи у Варшаві безпосередньо перед початком Другої світової війни, вона почала працювати в театрі Алі Баби, заснованому артистом Казімежом Круковським. Під час окупації їй довелось працювати кур'єром у підпільній Польській Армії Крайовій на сході Польщі. Під своїм ім'ям «Марта» вона брала участь і виграла конкурс талантів у Вільнюсі в 1940 році, після чого співала в місті в популярному нічному клубі Sztralla Artystów, а також виступала в 1940—1941 роках солісткою з оркестром Людвіка Семполінського Сатиричне кабаре Януша Мінкевича «Ксантип».
Після війни вона оселилася в Лодзі і розпочала тривалу співпрацю з оркестром братів Лопатовських. Разом вони записали декілька синглів, включаючи хіти Czy pamiętasz tę noc w Zakopanem? (Ти пам'ятаєш ту ніч у Закопаному?) та Wspominalam ten dzień (Я пам'ятаю той день).
У міру зростання її популярності в 1950 році Марта Мірська отримала запрошення з Варшави працювати з відомим танцювальним оркестром Польського радіо. Вона прийняла пропозицію, що дало їй доступ до матеріалів, створених найталановитішими і популярними композиторами і авторами пісень того часу. Її жалібна і душевна інтерпретація Pierwszy пісня була перезаписана для випуску в альбомі (Polskie Nagrania XL 0833) із 12 добірок з її великого репертуару. Пісня також була записана чеською мовою після набуття регіональної популярності в Братиславі.
На додаток до своєї роботи на радіо, Мірська записувала та виступала до кінця 1950-х і на початку 1960-х років з численними ревю та вар'єт-шоу, включаючи комедійне ревю «Буффо». Вона співала з оркестром радіо Яна Каймера та танцювальним оркестром Едварда Черні, а також гастролювала по всій Польщі. Крім того, Марта Мірська виступала у Варшаві з оркестром Німецького національного радіо (Курт Хенкельс, диригент).

## Особисте життя
У Вільнюсі в 1939 році Мірська таємно вийшла заміж за Яна Зєленевського, офіцера торговельного флоту, з яким листувалася з 1938 року, і в якого, за її спогадами, вона закохалася з першого погляду, коли вперше зустріла його у Вільнюсі. Пара планувала провести офіційну церемонію пізніше, після його очікуваного повернення з військових навчань у Бидгощі туди, куди він був відправлений. Цього ніколи не відбулося, оскільки Зєленєвський загинув у перші дні вересневої кампанії для відсічі нацистської агресії проти Польщі.
Після війни Мірська вийшла заміж за Збігнєва Райнігера, перкусіоніста оркестру братів Лопатовських . Однак вона пам'ятала своє перше кохання до кінця свого життя, часто підписуючи листи та листування як Марта Мірська-Зєленєвська-Рейнігер або Марта Зєленєвські-Рейнігер. Після завершення музичної кар'єри вона писала вірші; її втраченому коханню Зєленєвського був присвячений вірш «Wspomnienie» (Ремінісценція).
До середини 1960-х років популярність Мірської впала через зміну музичних смаків, до яких вона не пристосувалася. Вона припинила записувати та виступати в 1966 році, у 49-річному віці, оскільки вживання алкоголю викликали певні проблеми зі здоров'ям. У останні роки життя вона жила відлюдником, у відносній бідності та занедбаності, доглядаючи за своїм чоловіком, який був паралізований після інсульту.
Дітей у Марти Мірської та Райнігера не було. Обидвоє вони померли в 1991 році. Похована на Північному комунальному цвинтарі у Варшаві, ділянка Т, проспект XXI, ряд 16, №. 10). На могилі помилково вказано ім'я: Рейнгер.